# Stefan Wendorff
Stefan Wendorff ps. Konopka, Hołyński (ur. 5 kwietnia?/17 kwietnia 1895 w Kijowie, zm. 1 sierpnia 1969 w Gdańsku) – kapitan administracji Wojska Polskiego, kawaler Orderu Virtuti Militari, wicewojewoda łódzki, starosta morski.

## Życiorys
Stefan Wendorff był synem Karola Wendorffa – powstańca styczniowego i Aleksandry z domu Garbowieckiej. Dzieciństwo spędził w majątku Hołynka. Następnie mieszkał z matką w Warszawie, gdzie ukończył Szkołę Przygotowawczą Karola Szulca, a następnie w 1912 ukończył Szkołę Handlową Zgromadzenia Kupców, by później wyjechać do Szwajcarii gdzie podjął naukę w Wyższej Szkole Handlowej w St. Gallen, którą ukończył, zdając część egzaminów, ponieważ w związku z wybuchem I wojny światowej powrócił do Polski. Ponadto działał w Związku Walki Czynnej oraz był elewem szkoły wojskowej w Stróży.
Podczas I wojny światowej dołączył do 1 Pułku Ułanów Legionów Polskich i walczył jako żołnierz liniowy. W sierpniu 1915 został dwukrotnie ranny podczas walk. W 1917 był internowany w Szczypiornie, skąd został zwolniony w 1918. Po zwolnieniu powrócił do Warszawy, próbując uzupełnić przerwane studia, podjął naukę na Wydziale Prawa Uniwersytetu Warszawskiego, których nie ukończył z powodu wstąpienia w listopadzie 1918 do Wojska Polskiego jako podporucznik w 1 Pułk Szwoleżerów Józefa Piłsudskiego, w którym służył do 1920. W 1922 z powodu złego stanu zdrowia, spowodowanego odniesionymi ranami podczas walk został przeniesiony do Wojskowej Kontroli Generalnej (późn. Korpus Kontrolerów Ministerstwa Spraw Wojskowych), gdzie pełnił funkcję oficera do zleceń oraz referenta, jednocześnie uzupełniając wykształcenie w Szkole Głównej Handlowej w Warszawie. Komisja Weryfikacyjna przyznała mu stopień kapitana ze starszeństwem od 30 czerwca 1919. Z dniem 9 września 1926 został przeniesiony w stan nieczynny na okres dwunastu miesięcy bez poborów. Z dniem 11 października 1928 został przeniesiony do rezerwy.
W 1926 Wendorff podjął pracę w Urzędzie Wojewódzkim w Brześciu nad Bugiem, a następnie w Starostwie Powiatowym w Łunińcu. W kwietniu w 1928 został starostą powiatu stolińskiego. Od 1930 pełnił funkcję starosty brzeskiego. W 1932 został przeniesiony na stanowisko starosty morskiego w Wejherowie. W 1936 został przeniesiony do Łodzi na stanowisko wicewojewody łódzkiego. Wendorff w okresie pracy w Łodzi był członkiem Związku Legionistów Polskich i Związku Strzeleckiego, prezesem Związku Straży Pożarnych Województwa Łódzkiego, przewodniczącym Obrony Przeciwpożarowej w województwie łódzkim, do 1937 był prezesem łódzkiego oddziału Ligi Morskiej i Kolonialnej. W 1938 zrezygnował z pracy w administracji. W styczniu 1939 został kierownikiem oddziału szwajcarskiej firmy meblarskiej „Thonet-Mundus” z siedzibą w Bielsku-Białej.
We wrześniu 1939 zgłosił się do służby wojskowej, lecz nie został wcielony do żadnej formacji. Wraz z rodziną przeniósł się do Lublina, gdzie pracował początkowo w Lubelskim Syndykacie Rolniczym, a następnie jako sprzedawca w sklepie. Na przełomie 1940 i 1941 dołączył do Armii Krajowej, w ramach której został oddelegowany do pracy w strukturach lubelskiej Delegatury Rządu na Kraj, w której pełnił funkcję kierownika Wydziału Administracji i doradcy Delegata Rządu w Lublinie. W lipcu po zakończeniu walk o Lublin zgodnie z rozkazami ujawnił się wobec wkraczającej do Lublina armii sowieckiej. Został aresztowany przez NKWD i przetrzymywany w obozach na terenie ZSRR, m.in.: w Kijowie, obozie NKWD nr 179 w Diagilewie i obozie jenieckim NKWD w Griazowcu. Do Polski wrócił w listopadzie 1947, został wówczas skierowany do obozu przejściowego w Białej Podlaskiej jako repatriant. W lutym 1948 wraz z rodziną przeprowadził się z Lublina do Gdyni gdzie zamieszkał przy ul. Mikołaja Reja 20 i podjął pracę w Bałtyckiej Służbie Okrętowej, gdzie pracował do 1950. W latach 1950–1951 pracował w charakterze referenta w Dziale Kontroli Jakościowej w Państwowym Przedsiębiorstwie „Polcargo” Oddział w Gdyni. Po tym okresie pracował dorywczo i tymczasowo, nie był w stanie znaleźć stałej pracy oraz regularnie był kontrolowany i przesłuchiwany przez Urząd Bezpieczeństwa. Trudności z podjęciem pracy oraz regularne kontrole miały charakter polityczny, co przedstawiono Wendorffowi w piśmie od Departamentu Kadr Ministerstwa Handlu Zagranicznego Komisji Rehabilitacyjnej P.P. „Polcargo” w 1957. W 1956 podjął pracę w Rzemieślniczej Spółdzielni Fryzjerów w Gdańsku.
31 lipca 1969 uległ wypadkowi podczas wysiadania z pociągu. Zmarł 1 sierpnia 1969 w szpitalu Miejskim w Gdańsku.
Został pochowany na cmentarzu Witomińskim w Gdyni.
Stefan Wendorff był żonaty z Heleną z Maluszyckich (1900-1969), z którą miał córkę Annę Wendorff-Wicherską (1925-2010), wiceprezydent Sopotu. Para wzięła ślub w 1919 w Borystenowie.

## Ordery i odznaczenia
- Krzyż Srebrny Orderu Virtuti Militari nr 5452 – 17 maja 1922[8][9]
- Krzyż Niepodległości[10]
- Krzyż Oficerski Orderu Odrodzenia Polski (1930)
- Krzyż Walecznych dwukrotnie[10]
- Złoty Krzyż Zasługi (1937)
- Medal Pamiątkowy za Wojnę 1918–1921[11]
- Medal Dziesięciolecia Odzyskanej Niepodległości (1928)[11]
- Brązowy Medal za Długoletnią Służbę (1938)[1]
- Odznaka I Pułku Szwoleżerów Józefa Piłsudskiego
- Odznaka Pamiątkowa Frontu Litewsko-Białoruskiego[11]
- Złota Odznaka honorowa „Za ofiarną pracę” (1931)

## Upamiętnienie
W 2018 na cmentarzu Witomińskim odsłonięto tablicę upamiętniającą Stefana Wendorffa.